# Sân vận động Hamad bin Khalifa
Sân vận động Hamad bin Khalifa là một sân vận động đa năng ở Doha, Qatar. Sân hiện đang được sử dụng chủ yếu cho các trận đấu bóng đá. Đây là sân nhà của Al Ahli SC và Al-Sailiya SC. Sân vận động có sức chứa 12.000 người.